# Вудберн (округ Фейрфакс, Вірджинія)
Вудберн (англ. Woodburn) — переписна місцевість (CDP) в США, в окрузі Ферфакс штату Вірджинія. Населення — 8797 осіб (2020).

## Географія
Вудберн розташований за координатами 38°50′55″ пн. ш. 77°14′8″ зх. д. / 38.84861° пн. ш. 77.23556° зх. д. (38.848546, -77.235684).  За даними Бюро перепису населення США в 2010 році переписна місцевість мала площу 7,25 км², з яких 7,19 км² — суходіл та 0,05 км² — водойми.

## Демографія
Згідно з переписом 2010 року, у переписній місцевості мешкало 8480 осіб у 3125 домогосподарствах у складі 2203 родин. Густота населення становила 1170 осіб/км².  Було 3234 помешкання (446/км²).
Расовий склад населення:
| - 64,0 % — білих - 19,1 % — азіатів - 6,4 % — чорних або афроамериканців - 0,8 % — корінних американців - 0,1 % — вихідців з тихоокеанських островів - 5,3 % — осіб інших рас |

До двох чи більше рас належало 4,4 %. Частка іспаномовних становила 16,2 % від усіх жителів.
За віковим діапазоном населення розподілялося таким чином: 21,9 % — особи молодші 18 років, 67,4 % — особи у віці 18—64 років, 10,7 % — особи у віці 65 років та старші. Медіана віку мешканця становила 37,0 року. На 100 осіб жіночої статі у переписній місцевості припадало 97,1 чоловіків;  на 100 жінок у віці від 18 років та старших — 95,9 чоловіків також старших 18 років.
Середній дохід на одне домашнє господарство  становив 123 151 долар США (медіана — 103 601), а середній дохід на одну сім'ю — 138 614 долари (медіана — 119 625). Медіана доходів становила 85 905 доларів для чоловіків та 51 425 доларів для жінок. За межею бідності перебувало 5,5 % осіб, у тому числі 5,0 % дітей у віці до 18 років та 0,6 % осіб у віці 65 років та старших.
Цивільне працевлаштоване населення становило 4700 осіб. Основні галузі зайнятості: освіта, охорона здоров'я та соціальна допомога — 23,2 %, науковці, спеціалісти, менеджери — 21,0 %, публічна адміністрація — 11,4 %, мистецтво, розваги та відпочинок — 8,8 %.